# Yuri Rose
Yuri Rose (Purmerend, 8 maggio 1979) è un allenatore di calcio ed ex calciatore olandese, di ruolo attaccante.

## Palmarès

### Club

#### Competizioni nazionali
- Eerste Divisie: 1

De Graafschap: 2009-2010